# Suraginella macalpinei
Suraginella macalpinei är en tvåvingeart som beskrevs av Elisabeth K. Stuckenberg 2000. Suraginella macalpinei ingår i släktet Suraginella och familjen bäckflugor. Inga underarter finns listade i Catalogue of Life.